# Angela miranda
Angela miranda är en bönsyrseart som beskrevs av Henri Saussure 1871. Angela miranda ingår i släktet Angela och familjen Mantidae. Inga underarter finns listade i Catalogue of Life.